# Eois camptographata
Eois camptographata là một loài bướm đêm trong họ Geometridae.